# Anochetus punctaticeps
Anochetus punctaticeps es una especie de hormiga carnívora del género Anochetus, categorizada en la tribu Ponerini, de la subfamilia Ponerinae. Fue descrita por Mayr en 1901.

## Distribución
Se distribuye por África: Camerún y Sudáfrica.

## Hábitat
Habita en el bosque ribereño, lluvioso y costero, la hojarasca, en la madera podrida y debajo de piedras. Se ha encontrado a elevaciones de 10 hasta 300 m s. n. m.